# 保羅·蓋蒂
讓·保羅·蓋蒂（英語：Jean Paul Getty；1892年12月15日—1976年6月6日），或译盖提、格蒂，美國實業家，創立格蒂石油公司，1957年財富雜誌稱他為最富有的美國人，而1966年吉尼斯稱他為世界上最富有的平民，身價大約12億美元（2020的$75亿）。他的遺產超過60億美元（2020的$217亿）。
保羅·蓋蒂也是一位藝術品、古董收藏家。他的收藏品現藏於洛杉磯的保羅·蓋蒂博物館，由1953年成立的保羅·蓋蒂基金會運營，此外他還給博物館留下了價值6.61億美元的地產。

## 生平
蓋蒂出生於美國明尼阿波利斯的一個蘇格蘭裔美國卫理公会家庭，母親叫做薩拉·凱瑟琳·麦克弗森（Sarah Catherine McPherson），父親喬治·蓋蒂是一名保險律師。蓋蒂10歲的時候，其父前往俄克拉荷馬州巴特尔斯维尔買下了1,100英畝土地的礦權，隨後的幾年裡喬治·蓋蒂在這裡建造了油井，出產了大量原油。
發家之後，蓋蒂全家搬到了洛杉磯。14歲時蓋蒂就讀哈佛西湖学校、一年後就讀一所中專。蓋蒂因愛好讀書而被同學們起了“Dictionary Getty”的綽號。蓋蒂能夠流暢地使用法語、德語及意大利語，此外也能說一些西班牙語、希臘語、阿拉伯語和俄羅斯語。因愛好古典學，他還學了古希臘語和拉丁語。
他曾在南加利福尼亞大學和加州大學伯克利分校讀書，但沒能取得學位。1910年他和父親去歐洲旅遊之後愛上了那裡，於是在1912年11月28日就讀牛津大學。威廉·霍华德·塔夫脱給他寫過推薦信，他也因此能夠得到牛津大學莫德林學院老師的私人指導。他雖非莫德林的學生，但在那裡結識了許多朋友，其中包括後來的英國國王愛德華八世。1913年6月他獲得了牛津的經濟和政治學學位。
1914年秋，他從父親那裡得到了一萬美元，用來投資俄克拉荷馬州的油田。他買下的第一個油井是位於哈斯克爾的南希·泰勒一號油井（Nancy Taylor No. 1 Oil Well），1915年8月油井出油，蓋蒂由此暴富。
蓋蒂是出了名的花花公子，換過好幾位妻子。其父對此非常不滿，因此在1930年去世時，只讓他繼承了自己1000萬美元財富中的50萬。保羅·蓋蒂也只有喬治蓋蒂公司（George Getty Inc.）三分之一的股份，剩下的全歸其母所有。
1936年，蓋蒂的母親勸他成立了價值330萬美元的投资信托公司，即薩拉·C·蓋蒂信託（Sarah C. Getty Trust），用來保證家族的長遠發展。不久後，蓋蒂用基金會的錢買下了當時的一家大型石油公司潮水石油（Tidewater Petroleum）。
大蕭條期間，他穩步發展石油產業，又收購了幾家石油公司。因為他會說阿拉伯語，所以在中東開發了不少資源。包括蓋蒂石油在內，他名下有多達200個產業。

## 家庭
保羅·蓋蒂年輕時是一名花花公子，這令他保守的父母感到十分不安。按他的律師羅賓·隆德（Robin Lund）的說法，蓋蒂“從來不對一個女人說no，也從不對一個男人說yes”。
保羅·蓋蒂結過五次婚，也離過五次婚，其中四個妻子給他生下了五個兒子。

### 孫子被綁架案
1973年7月10日光榮會的人在羅馬綁架了他16歲的孫子約翰·保羅·蓋蒂三世，索要1700萬美元贖金。但約翰本來就品行不端，保羅懷疑他是自導自演來騙錢花。約翰的父親小約翰·保羅·蓋蒂向保羅要錢，但遭到拒絕。同年11月，黑幫的人給保羅寄去了一把頭髮和一隻耳朵，這回要的是320萬美元，并威脅蓋蒂10天之內不給錢就撕票。但保羅只同意給220萬美元，贖金付清後蓋蒂三世被放生。

## 大眾文化
在電影中，蓋蒂由克里斯托弗·普卢默飾演；電影描述蓋蒂的孫子約翰·保羅·蓋蒂三世於1970年代遭到黑手黨綁架的故事。